# Melvin Jones
Melvin Jones (Fort Thomas (Arizona), 13 januari 1879 – Flossmoor (Illinois), 1 juni 1961) was een Amerikaanse verzekeringsagent. Hij werd vooral bekend als de oprichter van de Lions Clubs International.
Melvin Jones werd geboren in Fort Thomas, Arizona als zoon van een kapitein uit het Amerikaanse leger. Melvin Jones stierf op 82-jarige leeftijd.